# Orde van Verdienste van de Volksrepubliek Hongarije
De Volksrepubliek Hongarije schafte in 1947 de oude Orde van de Hongaarse Republiek af.
Daarvoor kwam een socialistische orde, de Orde van Verdienste van de Volksrepubliek Hongarije in de plaats. Deze in het Hongaars Magyar Népköztársaság Érdemrendje geheten onderscheiding heeft een enkele graad.
De orde werd in een wet in 1953 ingesteld en in 1963 hervormd. De onderscheiding werd voor "verdiensten voor de republiek en voor verdienste voor internationale samenwerking en vrede verleend".
De kleine rode ster met daarop een lichtblauw medaillon met het in een gouden lauwerkrans gevatte wapen van de volksrepubliek Hongarije werd aan een driehoekig wit lint met een rode streep en een ongebruikelijke streep die uit rode, witte en groene driehoekjes is opgebouwd op de linkerborst gedragen. Tussen de armen van de ster staan korte gouden stralen.
Er zijn ook exemplaren bekend met een medaillon dat geen blauwe ondergrond heeft maar in de kleuren van de Hongaarse vlag is geëmailleerd.
Op de gladde gouden keerzijde staat een serienummer.
De ster werd ook aan bevriende staatshoofden verleend. Zie de Lijst van ridderorden en onderscheidingen van maarschalk Tito.

## Gedecoreerde personen
- Josip Broz Tito (1947)
- Antonín Zápotocký (1953)